# 吉岡正敏
吉岡 正敏（よしおか まさとし）は、日本のテレビプロデューサー。
日本テレビ元チーフプロデューサーで、編成局次長、日本テレビ音楽代表取締役社長、日テレアックスオン取締役などを歴任した。

## 経歴・人物
早稲田大学卒業後、1967年日本テレビ入社。ディレクター、プロデューサーとして主に音楽番組を担当。チーフプロデューサーとしては音楽番組以外のバラエティ番組も手掛けた。
現在は日本テレビ音楽の顧問を務める。

## 担当番組

### ディレクター
- スター誕生!
- 日本テレビ音楽祭（後にプロデューサーを担当）
- ヒット'76〜'79

### プロデューサー・演出
- NTV紅白歌のベストテン
- ザ・トップテン
- 歌のトップテン
- Lady's Knight
- IDOL2
- MUSICパフェ
- M-STAGE
- いつみても波瀾万丈

### チーフプロデューサー
- 2×3が六輔
- ロバの耳そうじ
- 笑点
- 速報!歌の大辞テン
- マジカル頭脳パワー!!
- DAISUKI!
- THE夜もヒッパレ
- FAN
- ものまねバトル
- 全国高等学校クイズ選手権
- 欽ちゃんの仮装大賞
- スーパースペシャル（制作）
- 24時間テレビ 「愛は地球を救う」（1992年チーフディレクター、1993年チーフプロデューサー、1994年・1996年武道館ディレクター、2001年エグゼグティブディレクター）

### スーパーバイザー
- 日テレ系音楽の祭典 ベストアーティスト（第1回）